# Käla gård
Käla gård (uttal: tjä:la, finska: Kelan kartano) är en herrgård i Sjundeå i Nylands län i Finland. Käla gård (även Kehla gård) ligger vid en medeltida ridstig som går också förbi Sjundby slott. Gårdens stora ladugård fungerar som ett sommarkafé. Gårdens byggnader är skyddade av Museiverket. Gården är privatägd.

## Historia
Käla gård bildades år 1683 men gårdens ägare är kända redan från år 1540. Förutom huvudbyggnaden finns det en stor ladugård från år 1901 och ett magasin från år 1820. Ladugården är byggd av tegel.
Gårdens huvudbyggnad är byggd av trä och härstammar från 1800-talet. Huvudbyggnadens nuvarande exteriör är från år 1900. I södra delen av dalen där gården ligger, invid den strömmande bäcken, har det på 1700-talet funnits en skvaltkvarn.
Käla gård tillhörde Sovjetunionen under Porkalaparentesen 1944–1956. Nära gården ligger Käla järnvägshållplats som namngivits efter Käla gård.